# Frontline (tijdschrift)
Frontline is een Indiaas opinietijdschrift, dat een keer in de twee weken verschijnt. Het blad schrijft over actuele zaken, zowel nationaal als internationaal. Het blad schenkt veel aandacht aan de ontwikkeling en problemen in de Indiase deelstaten. Naast politiek en politieke economie verschijnen er ook artikelen en recensies op het gebied van bijvoorbeeld kunst, boeken, film en de Engelse taal.
Het blad werd in het begin van de jaren tachtig opgericht door Biswadip Mitra en Gautham Seth: de bedoeling was dat Frontline een dagblad werd. De oprichters verschilden van mening over de inhoud en het doel van de publicatie en het blad werd verkocht aan PL Investments. Deze onderneming deed het later van de hand aan The Hindu Group, uitgever van onder meer dagblad The Hindu. De groep is gevestigd in Chennai.
Verschillende auteurs die bijdragen aan Frontline zijn links, waaronder Praful Bidwai, Jayathi Ghosh en de marxistische historicus Aijaz Ahmad. In het blad verschijnen vaak artikelen over de werkende klassen, niet-georganiseerde sectoren en regio's waar veel tribals wonen.